# 阿勒斯海姆

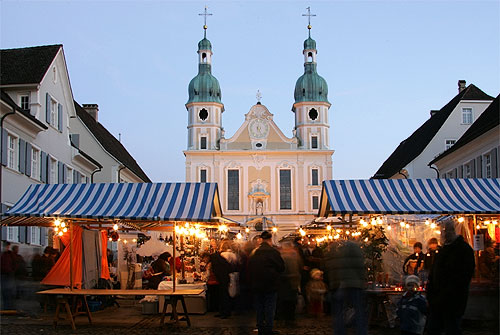

阿勒斯海姆（Arlesheim）是瑞士的城鎮，位於該國北部，由巴塞爾鄉村州負責管轄，面積6.93平方公里，海拔高度335米，2012年人口9,096，三成半人口信奉羅馬天主教，人口密度每平方公里1313人。

## 外部連結
- Official website （页面存档备份，存于） （德文）